# Bessarabia
La Bessarabia (in romeno Basarabia; in russo Бессарабия?, Bessarabija; in ucraino Бессарабія?, Bessarabija) è una regione storica compresa tra i fiumi Prut (affluente di sinistra del Danubio nel suo corso inferiore) e Dnestr.
Per secoli la regione costituì una zona cuscinetto tra le grandi potenze dell'Austria, dell'Impero russo e dell'Impero ottomano. Nel 1812, il Principato di Moldavia ne cedette il dominio all'Impero russo. In seguito, fino al 1917, il territorio, abitato da una maggioranza di moldavi, fece parte dell'Impero russo come Governatorato della Bessarabia. Nel 1918, la Bessarabia riuscì a ottenere per breve tempo l'indipendenza, ma venne presto assorbita democraticamente nel periodo interbellico dalla Romania, diventando una provincia orientale e, dopo la seconda guerra mondiale, andò annessa all'Unione Sovietica. Attualmente è suddivisa tra la Moldavia (parte settentrionale) e l'Ucraina (parte meridionale o "Bessarabia storica").

## Geografia fisica

### Profili generali
La Bessarabia è una regione storica costituisce una porzione di territorio situata sul mar Nero tra i fiumi Prut a ovest e Nistro a est, nei pressi del passaggio dai Carpazi alla steppa eurasiatica. L'area, vasta 45.000 km², comprende anche delle zone che attualmente non rientrano nel territorio moldavo, ovvero il Budžak a sud e i dintorni della città di Chotyn a nord-ovest (odierno Oblast' di Černivci orientale).
La Bessarabia può essere divisa in tre zone in termini di paesaggio. La Bessarabia settentrionale, in quanto regione pedemontana dei Carpazi, è un altopiano leggermente boscoso localizzato a circa 400 m sul livello del mare. Questa parte del paese è coperta da foreste di quercia e faggio e vede la presenza di ripide scarpate. Anche la Bessarabia centrale appare coperta da foreste (da cui deriva anche il termine Codrii, che significa per l'appunto foreste) e da Tighina in poi si fonde gradualmente con la zona simile alla steppa del Budžak nella Bessarabia meridionale, una zona piatta o lievemente ondulata con un paesaggio privo di alberi a circa 100 m sul livello del mare. Il suolo fertile di terra nera giace sotto l'erba della steppa ad altezza d'uomo. Tutti i fiumi scorrono su percorsi a bassa pendenza in direzione sud-est e sfociano nel mar Nero: in estate i piccoli fiumi della steppa vanno quasi in secca.

### Clima
Il clima della zona è continentale con estati calde e secche e inverni freddi. Il sud ha un clima tipico di steppa secca con scarse precipitazioni medie (300 mm), che comporta l'impossibilità di portare avanti delle colture negli anni con poche precipitazioni senza irrigazione artificiale. Allo stesso tempo, i nubifragi possono causare gravi inondazioni quando i piccoli fiumi straripano. Nel nord più boscoso, 600 mm di precipitazioni annuali sono comuni.

## Storia

### Preistoria

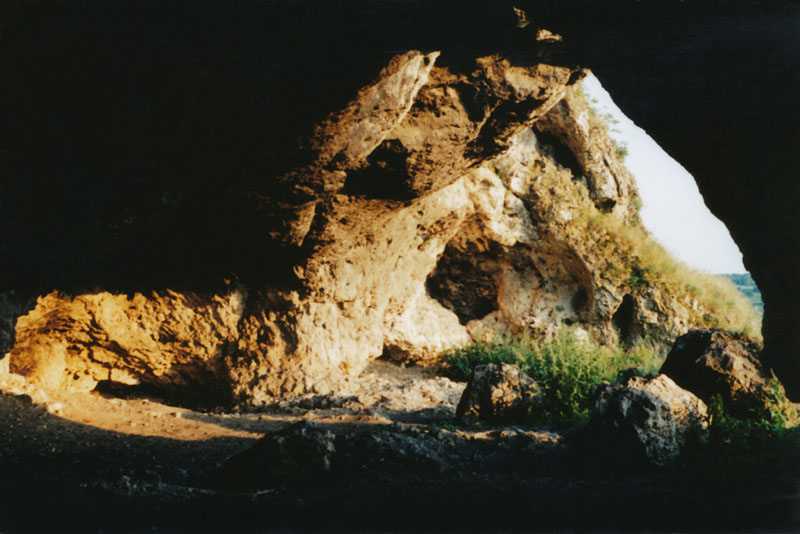
La grotta di Duruitoarea Veche nel nord della Moldavia

Nel 2010, sono stati scoperti alcuni manufatti legati alla cultura acheuleana sul basso Dnestr vicino a Dubăsari, in Transnistria, risalenti fino a 800.000 anni fa. I due chopper di arenaria e i quattro pezzi di selce sono stati considerati, in virtù della loro datazione, le più antiche tracce umane rinvenute in Moldavia e Ucraina.
In Bessarabia esistono pochi siti legati al Paleolitico medio, ma tra i più antichi merita una menzione particolare la grotta di Duruitoarea Veche: i manufatti rinvenuti in loco sono stati datati a circa 70.000 anni fa, ma è l'area archeologica di Ofatinti ad essere considerata ancor più antica, in quanto risalente a 125.000 anni fa.

### Antichità e medioevo
Il più antico popolo storicamente attestato sul territorio bessarabico fu quello degli Sciti, che migrarono come guerrieri nomadi a cavallo dalle regioni orientali della steppa nel VI secolo a.C. Ancora in epoca precristiana, gli antichi greci fondarono delle colonie sulla costa del mar Nero e riferivano essi stessi più tardi la presenza della tribù germanica dei Bastarni nella Bessarabia centrale, mentre i romani facevano riferimento ai Daci (Getae). Nel I secolo d.C., la Bessarabia divenne parte dell'impero nella provincia della Dacia: in seguito, in tale regione si scelse di mettere in sicurezza il territorio realizzando il vallo di Traiano (fra il III e l'XI secolo).
Nel periodo delle invasioni barbariche tra il III e l'XI secolo, la Bessarabia divenne zona di transito per alcuni popoli tra cui Slavi, Goti, Unni, Avari e Magiari. Nel VII secolo, i Proto-bulgari si stabilirono nella Bessarabia meridionale, nella regione del delta del Danubio, e fondarono un proprio impero. All'inizio del X secolo il territorio della Bessarabia divenne parte della Rus' di Kiev, la quale si stava espandendo verso il Mar Nero. Per più di tre secoli, fino alle invasioni mongole, l'area rimase una terra di confine del regno, abitata principalmente da alcune fra le prime tribù slave orientali come Ulici e Tiverzi e oggetto delle costanti invasioni dei Peceneghi[12]. Nel XIII secolo, i tartari dell'Orda d'Oro si stabilirono sul nord del mar Nero, ma in Bessarabia le loro tracce si persero poco dopo. Verso la fine del XIII secolo, la regione meridionale apparteneva alla Valacchia. Dal 1400 la zona tra i fiumi Prut e Dnestr appartiene al Principato di Moldavia e, tra il 1500 e il 1800, la Moldavia entrò nella sfera d'influenza dell'impero ottomano, con la Bessarabia meridionale (il Budžak) che rimase sotto il diretto dominio dell'Impero ottomano sin dalla fine del XV secolo.
Nel medioevo, vari principi valacchi e moldavi, tra cui Neagoe Basarab (1512-1521), Negru Vodă Basarab e Ladislas Basarab, esercitarono la propria influenza nella regione stringendo contatti tra il XIII e il XIV secolo con la Rus' di Kiev, con l'Ungheria e con la Polonia.

### Periodo ottomano

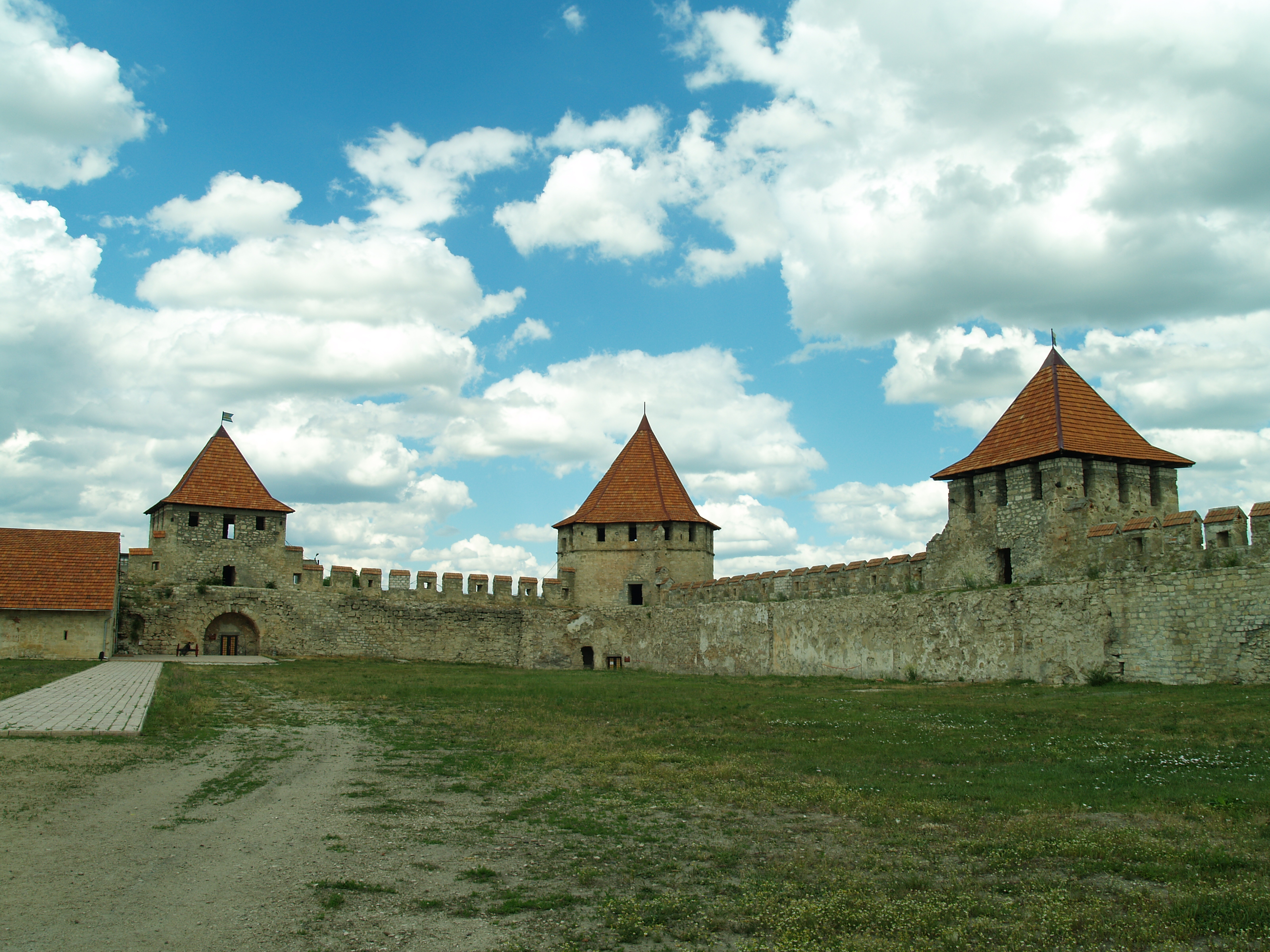
La fortezza di Tighina, realizzata nella città dopo essere stata sottomessa dall'Impero ottomano nel 1583

La distruzione da parte dell'Impero ottomano del forte costruito dal principe Stefano il Grande a Akkerman il 14 luglio 1484 diede vita all'egemonia turca. Verso il 1511, tutta la Bessarabia meridionale cadde sotto il sultano Bayezid II e ciò spinse più tartari, specie pastori, a insediarsi nella regione. Nel 1538, quando Tighina divenne ottomana e vi fu costruita la fortezza, prese vita lo stato vassallo del Principato di Moldavia, che più tardi comprese la Bessarabia e rimase in piedi fino al 1859. Le innumerevoli consegne di grano a Istanbul assicurarono l'autonomia interna, convincendo il sultano a non imporre la costruzione di moschee nel principato danubiano assicurando comunque al contempo protezione dalle minacce esterne, come la monarchia russa e quella asburgica nel corso delle campagne espansionistiche del XVIII-XIX secolo.

### Periodo russo

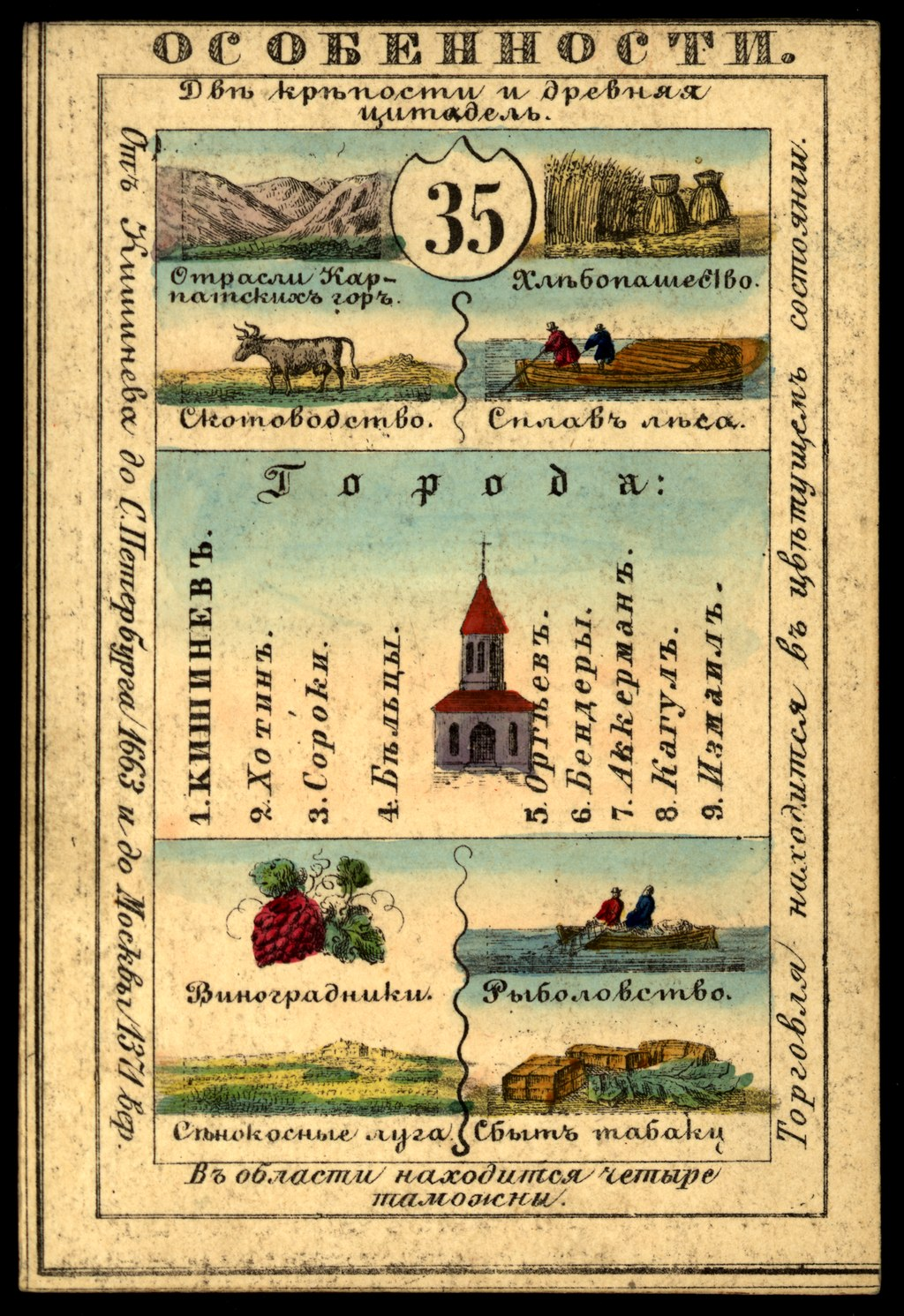
Cartolina illustrativa della provincia di Bessarabia in russo del 1856

Come conseguenza della spinta espansionistica russa verso sud esplose la guerra russo-turca (1806-1812): nel corso del conflitto, le truppe russe reinsediarono parte dei popoli turchi nomadi del Budžak in Crimea, mentre una gran parte dei sudditi degli ottomani era stata evacuata in Dobrugia: la Bessarabia patì pesantemente in termini economici le lotte a partire dal 1808. Nel 1812, lo zar russo Alessandro I spinse per la pace per concentrarsi sulla guerra imminente contro Napoleone. Nel trattato di Bucarest del 1812, alla Russia fu concessa la metà orientale del Principato di Moldavia, mentre la metà occidentale rimase nella sfera di influenza ottomana. Dal 1812, il confine di Istanbul e Mosca non correva più lungo il Dnestr, ma 100–125 km più a ovest, presso il Prut. Nel territorio assegnato, la Russia stabilì il Governatorato di Bessarabia, il più piccolo dell'impero. La capitale divenne la media bessarabica Kišinev (Chișinău) e il primo governatore generale della Nuova Russia e della Bessarabia divenne Michail Semënovič Voroncov nel 1823.
Quando nel 1812 la Russia si impadronì delle terre tra i fiumi Pruth e Dnestr, con una superficie di circa 45.000 km², estese il termine Bessarabia, originariamente applicato solo alla parte meridionale, all'intero territorio. L'impero zarista voleva creare una nuova identità bessarabica per assicurare storicamente le proprie pretese di potere sui moldavi che vi abitavano. La Russia si assicurò cinque fortezze, 17 città e 685 piccoli centri urbani popolati da un totale di 491.697 abitanti, dato emerso dal primo censimento russo risalente al 1817.
I governanti russi inizialmente concessero l'autonomia e non interferirono con il tessuto sociale interno, ma in seguito promossero strenuamente politiche di russificazione introducendo l'idioma russo come unica lingua ufficiale dopo che lo status speciale riservato alla regione fu revocato nel 1828. La terra finì principalmente nelle mani di grandi proprietari terrieri, i boiardi, i quali vedevano invece la maggior parte dei loro conterranei composta da piccoli contadini che perseguivano un'agricoltura di sussistenza. Mentre la Moldavia sperimentava una fase di "denazionalizzazione", perdendo dunque una propria identità etnica, molti fuggirono verso ovest attraverso il fiume Prut dopo la conquista della Bessarabia per paura dell'introduzione della servitù della gleba, che a quel tempo era praticata in Bessarabia solo tra i rom e includeva invece tutti i gruppi etnici nel resto della Russia oltre ad essere molto comune.
Tra il 1856 e il 1878, a seguito della guerra di Crimea, la parte sud-occidentale della Bessarabia (Cahul, Bolgrad e Ismail) tornò in mano alla Moldavia (dal 1859).

#### Russificazione
Il processo di russificazione in Bessarabia fu diretto principalmente contro la popolazione autoctona, perlopiù moldava. Durante il dominio russo in Bessarabia, la percentuale di moldavi scese di molto. Questo processo ha avuto luogo in modi diversi. Da un lato, i gruppi etnici stranieri furono reclutati per stabilirsi in Bessarabia, venendo d'altro canto i moldavi costretti a stabilirsi in altre regioni remote dell'impero (specialmente la Siberia e la regione del Kuban'). Siffatta situazione venne aggravata ancor di più da una politica linguistica restrittiva imposta dal governo, che incoraggiò parte dei bessarabiani, specialmente la borghesia emergente, ad accettare la prospettiva di assimilarsi alla cultura russa.
Nel 1812, nei negoziati a Bucarest, la Russia promise un'ampia autonomia per la Bessarabia, affermando che però il governo sarebbe rimasto in capo ai boiardi moldavi. Tuttavia, questa autonomia fu revocata dopo soli sedici anni e la Bessarabia tornò ad essere un ordinario governatorato. Nel 1829 l'uso della lingua moldava fu vietato nell'amministrazione; a partire dal 1833, le funzioni religiose non potevano più essere tenute in moldavo e tutti i registri della chiesa locale furono bruciati. Nel 1842 il moldavo fu rimpiazzato dal russo in tutte le scuole elementari; nel 1860, infine, l'insegnamento della lingua moldava fu del tutto soppresso dalle scuole elementari.

#### Colonizzazione

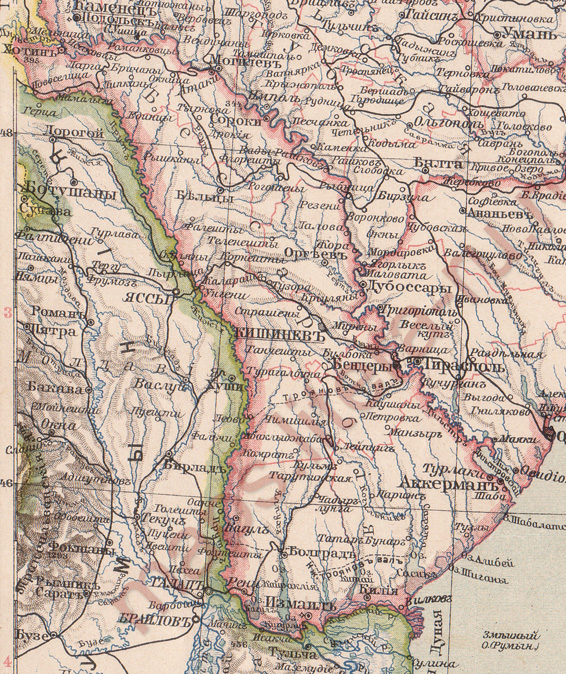
La Bessarabia nel 1896

Dopo l'espulsione e il reinsediamento dei tatari intorno al 1810 dal Budžak, la colonizzazione russa della regione fino ad allora scarsamente popolata iniziò nel 1812. La corona di San Pietroburgo promosse in particolare l'arrivo di coloni provenienti dalla Russia e dall'attuale Ucraina, promettendo privilegi come la concessione di terre, prestiti senza interessi, esenzione dalle tasse per dieci anni, autogoverno, libertà religiosa ed esenzione dal servizio militare.
A partire dal 1814, un totale di circa 9.000 emigranti teutonici s'insediarono nella zona, fondando un totale di circa 150 insediamenti principalmente nella regione stepposa del Budžak. Inoltre, c'erano numerosi bulgari che erano fuggiti in passato temendo le truppe ottomane verso i domini della corona russa. Poiché la Bessarabia non aveva i soliti divieti imposti agli ebrei in fatto di agricoltura, nacquero 17 villaggi ebraici nel nord in cui, nel 1858, più di 10.000 persone vivevano dedicandosi al settore primario: tale politica di tolleranza nei confronti dei semiti costituì un'eccezione in tutta la Russia.
Oltre alla bonifica di alcune paludi, la colonizzazione portò anche ad un cambiamento demografico in zona; la proporzione della popolazione a maggioranza moldava diminuì in maniera brusca.

#### Cessioni territoriali
La sconfitta russa nella guerra di Crimea del 1853-1856 portò alla pace di Parigi del 1856. Tra le conseguenze derivanti dal trattato, una fetta della Bessarabia meridionale nei pressi della foce del Danubio (circa un quarto della superficie totale), espugnata dalla Russia nel 1812, tornò al Principato di Moldavia con le contee di Cahul, Bolgrad e Ismail. Sette stati europei assunsero il dominio protettivo su questo territorio, circostanza che fece perdere a Mosca il suo accesso strategicamente importante alla foce del Danubio. Tuttavia, la Romania dovette cedere questa parte della Bessarabia alla Russia nel trattato di Berlino del 1878.

### Dal 1900 alla fine del periodo interbellico

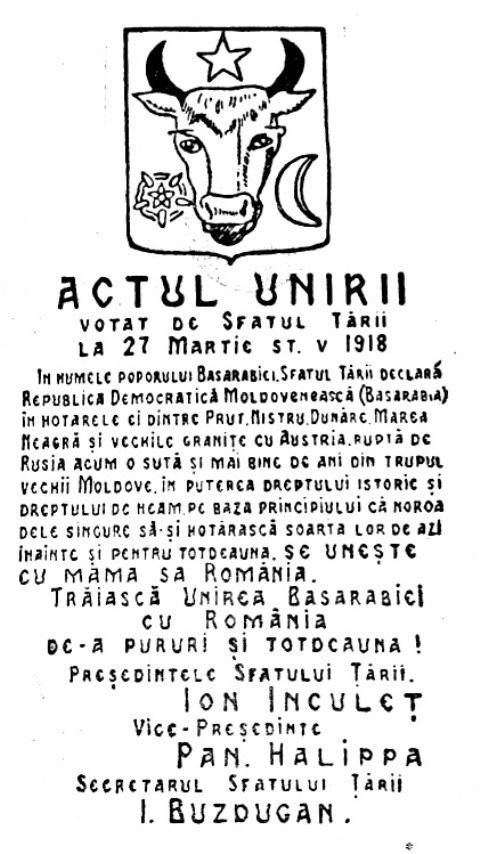
La dichiarazione di unificazione della Bessarabia con la Romania

Le rivolte nel governatorato russo della Bessarabia annunciarono anche il rovesciamento del regime zarista all'inizio del XX secolo. Nel giorno di Pasqua dell'aprile del 1903, un grande pogrom avvenne nell'odierna capitale moldava, centro della vita ebraica che portò alla morte 47-49 residenti ebrei e 400 feriti. Il 22 agosto 1905, la città assistette di nuovo a una serie di violenze quando la polizia aprì il fuoco su circa 3.000 lavoratori agricoli che manifestavano. La tragedia appare paragonabile alla domenica di sangue che avvenne nel gennaio del 1905 e costò la morte a 1.000 dimostranti.
Dopo lo scoppio della Rivoluzione d'ottobre, un'assemblea nazionale chiamata Consiglio nazionale (Sfatul Țării) con sede a Kišinev assunse le redini del governo nel novembre 1917. L'organo si componeva di 156 deputati alla fine del 1917, di cui il 67,3%, ovvero 105 membri, erano di etnia moldava. Si trattava di un numero significativamente più alto della loro percentuale in raffronto alla popolazione totale, che superava di poco il 50%.
Il 15 dicembre 1917, il Consiglio Provinciale di Bessarabia proclamò la costituzione della Repubblica Democratica Moldava, la quale tuttavia non ambiva alla piena indipendenza, ma soltanto a rimanere parte di un nuovo stato russo riformato, godendo in cambio di una vasta autonomia. Anche altre porzioni dell'impero si unirono all'appello di una maggiore libertà di manovra o si mossero per guadagnare l'indipendenza.
Le condizioni in Bessarabia apparivano caotiche poiché, pur essendo cessata la prima guerra mondiale, scoppiò la guerra civile tra bolscevichi e bianchi e ciò rese le operazioni del Consiglio in terra moldava inizialmente piuttosto limitate. Le truppe comuniste del Rumcherod occuparono Kišinev il 5 gennaio 1918, portando la Bessarabia sotto il controllo bolscevico. Subito dopo, prese forma l'effimera Repubblica Sovietica di Odessa, con capitale nella città omonima, che racchiudeva parte della Bessarabia e del Governatorato di Cherson. Il Consiglio provinciale proclamò la piena sovranità del paese il 6 febbraio 1918 e chiese alla Romania assistenza militare: le truppe rumene invasero a quel punto tutta la Bessarabia e, dopo brevi ma intense battaglie, la sottomisero del tutto. Dopo la cessazione delle ostilità, le truppe rumene non se ne andarono, ma rimasero nel paese, circostanza che fu percepita da più bessarabiani come segno di un'imminente annessione alla Romania.

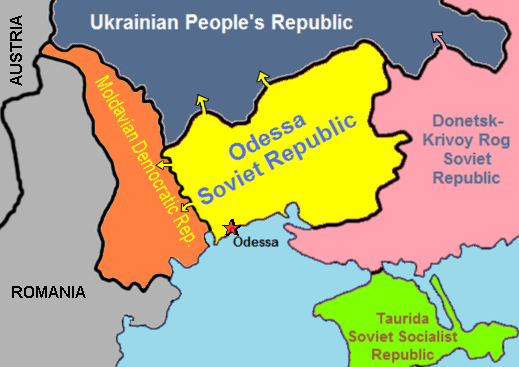
Territori rivendicati dalle repubbliche sovietiche nel marzo 1918

Il 27 marzo, il Consiglio nazionale, all'epoca composto da 135 deputati, votò ufficialmente l'unificazione con la Romania. Il Consiglio dichiarò allora undici condizioni da garantire in caso di unificazione, tra cui la riforma agraria, l'autonomia locale e la protezione delle minoranze: 86 deputati votarono a favore dell'unificazione a queste condizioni, tre votarono contro e 49 non espressero un voto. Il grosso dei deputati astenutisi lo fecero per boicottaggio, poiché le truppe rumene erano comunque già nel paese e dunque consideravano l'unificazione con la Romania già di fatto in corso. Tra gli 86 voti "a favore", solo due deputati erano di origine non rumena. Il 9 aprile 1918, con l'approvazione di gran parte della popolazione, la Bessarabia dichiarò l'annessione alla Romania. Nel novembre 1918, con soli 44 deputati presenti, lo Sfatul Țării votò per l'unione incondizionata con la Romania, ragion per cui, tranne che per la riforma agraria, tutte le 11 condizioni dell'annessione della Bessarabia alla Romania caddero, compresa la richiesta di autonomia. Poiché meno della metà dei parlamentari era presente, il voto sarebbe secondo gli storici da considerarsi illegittimo. Lo stesso mese, l'unificazione con la Romania fu ufficialmente completata e il Consiglio Provinciale sciolto. Tuttavia, dal punto di vista di Mosca, che non riconosceva l'annessione avvenuta ad opera di Bucarest, la secessione inscenata ai danni della Russia era stata pianificata per poi procedere all'annessione della Bessarabia.
Nel 1920, l'annessione della Bessarabia alla Romania fu riconosciuta quale legittima da Francia, Regno Unito, Italia e Giappone nel trattato di Parigi. Gli Stati Uniti, invece, non la riconobbero, criticando la mancata inclusione dell'Unione Sovietica nei negoziati e riferendosi alla Bessarabia come territorio sotto occupazione rumena. Nel 1924, Mosca chiese che si tenesse un referendum in Bessarabia sul suo status politico: quando la Romania rifiutò tale ipotesi nel 1924, l'Unione Sovietica ribattezzò la regione contesa come "territorio sovietico sotto occupazione straniera". Sulla riva orientale del Dnestr, sul territorio della RSS Ucraina, la Repubblica Socialista Sovietica Autonoma Moldava (RSSAM) prese forma nel 1924 per rafforzare le rivendicazioni sulla Bessarabia. Una minoranza significativa di etnia moldava viveva in questa regione, ma la maggioranza della popolazione era ucraina.
La Romania contava su un'amministrazione centralizzata e divise la zona appena acquisita in nove contee (Județ). Nel periodo tra le due guerre, compreso tra il 1918 e il 1940, ebbe luogo uno sviluppo economico, anche grazie al fatto che i rumeni incentivarono fortemente lavori di realizzazione delle infrastrutture in Bessarabia. La riforma agraria del 1920, grazie all'esproprio a danno dei grandi proprietari terrieri con più di 100 ettari, permise a molti cittadini nullatenenti di ottenere un proprio appezzamento. Tuttavia, l'attuazione di tale provvedimento legislativo durò fino agli anni '30 e fu ostacolata dalla corruzione.
In Bessarabia, per la prima volta dal 1812, la maggioranza della popolazione, di idioma moldavo, poteva ora esprimersi nella sua lingua madre; d'altro canto, le minoranze etniche e linguistiche, che costituivano oltre il 40% della popolazione, affrontarono forti politiche di romanizzazione, con forti critiche e concreti atti di resistenza da parte dei locali. In varie aree della Bessarabia, i moldavi erano solo una minoranza: nella città perlopiù russofona di Tighina, per esempio, esplosero diverse rivolte armate finalizzate all'annessione alla vicina Unione Sovietica.

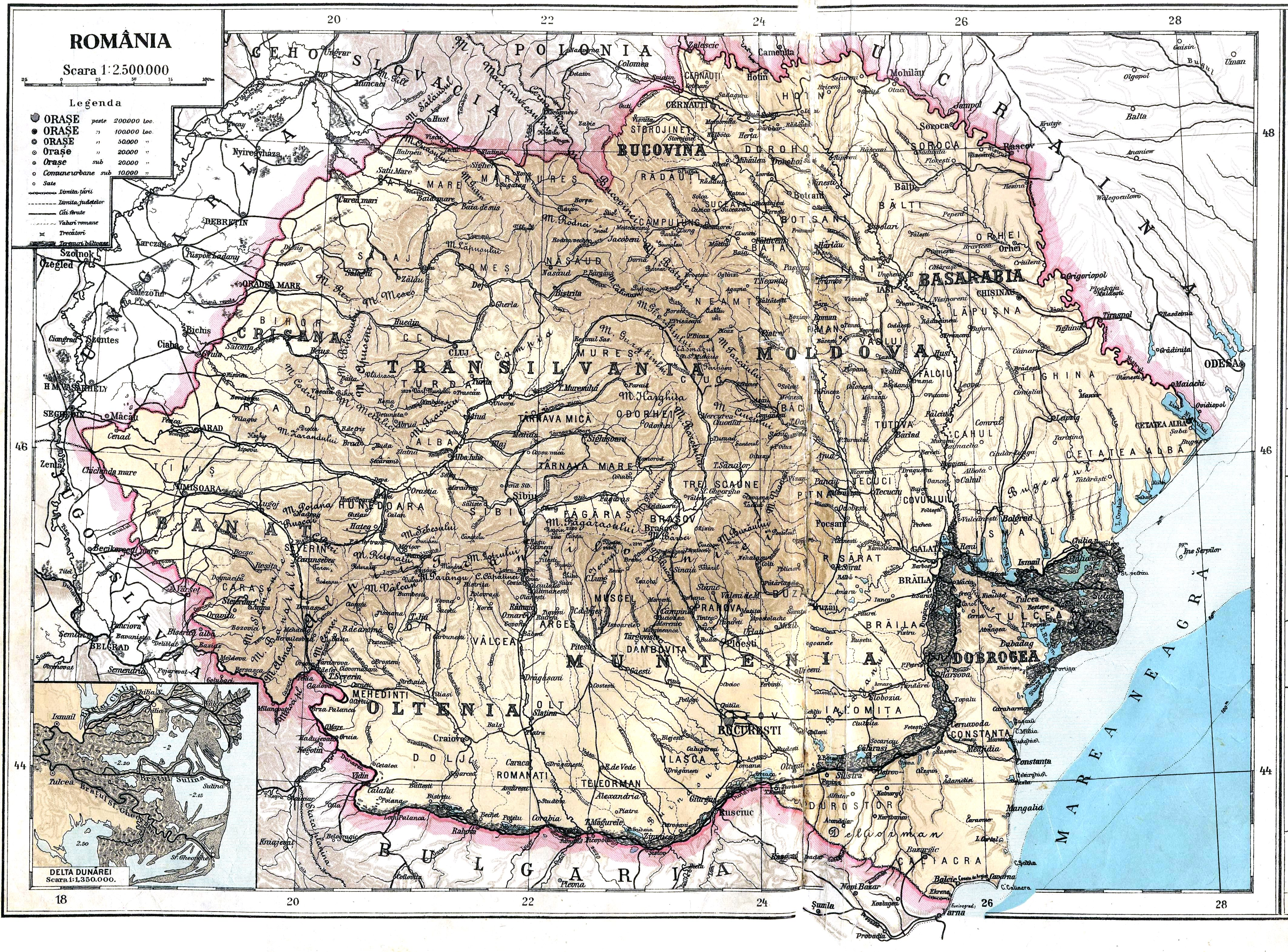
Bessarabia come parte della Romania (1933)

La lunga affiliazione con la Russia aveva lasciato il segno. Una fetta significativa della popolazione preservò un'identità moldava separata dai rumeni. Poiché il sentimento filo-sovietico risultava diffuso in svariate parti della Bessarabia, l'amministrazione centrale preferì nominare rumeni provenienti da altre aree del paese, poiché molti locali erano percepiti come potenziali simpatizzanti sovietici o spie. Molti si vedevano ancora come cittadini di seconda classe e i problemi crebbero anche per via delle difficili condizioni politiche interne della Romania, come l'ascesa dell'ultra-nazionalista, antisemita e fascista Guardia di Ferro, che divenne il terzo partito più forte nelle elezioni parlamentari rumene del 1937. Dal 1937, entrò in vigore il divieto per gli ebrei di acquistare terreni.
A differenza della parentesi russa, esistevano scuole in cui erano ammessi locutori di idiomi diversi dalla lingua ufficiale, ma il loro numero appariva molto inferiore alla proporzione della popolazione non rumena e non si deve dimenticare la romenizzazione forzata. Mentre molti membri delle minoranze etniche avevano atteggiamenti negativi verso la Romania e si integrarono poco, altri accettarono di buon grado il cambiamento: si possono citare come esempio il politico Iosif Chișinevschi o lo scrittore Leonid Dimov, entrambi di estrazione russofona.

### Occupazione sovietica nel 1940
Dopo la fine della campagna di Francia tedesca con la firma del secondo armistizio di Compiègne il 22 giugno 1940, l'URSS percepì che si trattava del momento storico giusto per tornare a insediarsi in Bessarabia, dopo 22 anni di appartenenza (illegittima, dal punto di vista sovietico) alla Romania. Con la Francia pressoché sconfitta, la Romania aveva perso il suo più stretto alleato. Il 28 giugno 1940, l'Armata Rossa sovietica occupò il territorio della Bessarabia: alla Romania era stato dato in precedenza un ultimatum di 48 ore per abbandonare la zona, che Bucarest rispettò senza combattere. Come concordato nel protocollo aggiuntivo segreto del patto Molotov-Ribbentrop del 1939, la Germania nazista tollerò l'occupazione, esprimendo a Mosca il suo disinteresse per la "questione bessarabica" chiedendo al contempo il reinsediamento sotto lo slogan Heim ins Reich dei circa 93.000 tedeschi bessarabici. Il loro reinsediamento nel Reich tedesco nell'autunno del 1940 fu reso possibile dall'intesa conclusa il 5 settembre dello stesso anno.

### Repubblica Socialista Sovietica Moldava
Il 2 agosto 1940, l'Unione Sovietica divise la Bessarabia e stabilì la Repubblica Socialista Sovietica Moldava per la maggior parte del nord e del centro del paese, assegnandole la denominazione di Repubblica Socialista Sovietica Autonoma Moldava. Il sud e la zona a nord dei pressi di Chotyn (Oblast' di Černivci) andarono alla Repubblica Socialista Sovietica Ucraina; gli ucraini costituivano inoltre la maggioranza della popolazione in queste zone.
Subito dopo l'occupazione, l'URSS collettivizzò l'agricoltura, espropriò le grandi proprietà terriere, distribuì la terra ai contadini nullatenenti e istituì i sovchoz e le kolchoz. Allo stesso tempo, iniziò un'ondata repressiva contro i rumeni, i nazionalisti moldavi, i kulaki, i grandi latifondisti, l'ex Armata Bianca gli antisovietici, che culminò nella deportazione di circa 250.000 persone. Solo i tedeschi scamparono alla persecuzione, in virtù della protezione loro riservata dal Terzo Reich. Le strade intitolate alla Bessarabia nelle città tedesche e austriache commemorano l'origine etnica dei loro abitanti.

### Seconda guerra mondiale (1941-1944)

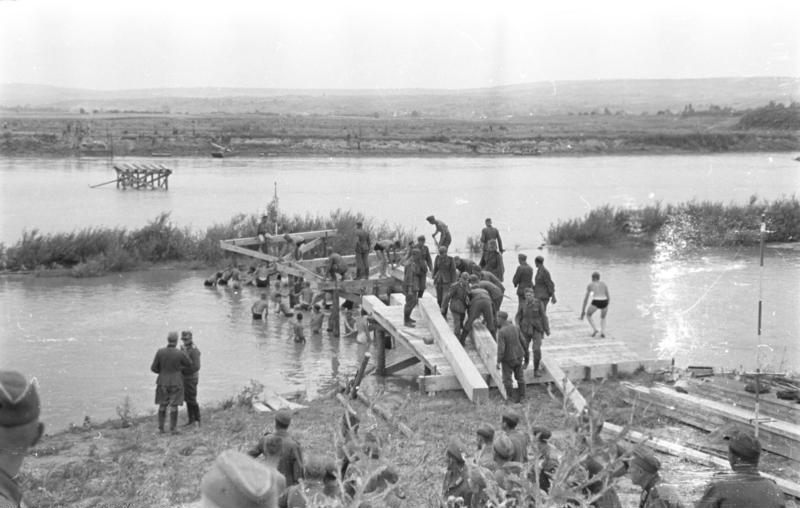
Costruzione di un ponte di fortuna della 11ª Armata attraverso il Prut il 1º luglio 1941

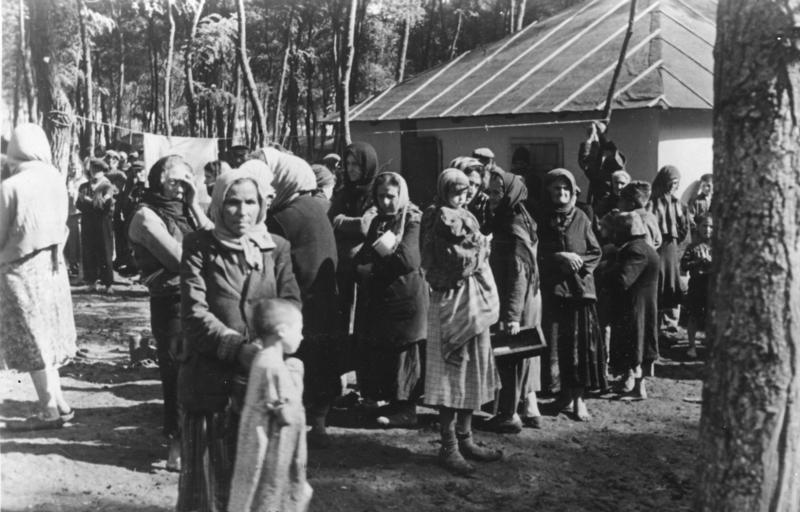
Ebrei in un campo in Bessarabia, settembre 1941

Il 22 giugno 1941 ebbe inizio l'attacco tedesco all'Unione Sovietica con l'operazione Barbarossa, alla quale partecipò circa un milione di soldati rumeni dell'Armata Română nel settore meridionale del fronte. Durante la ritirata di guerra, i sovietici lasciarono terra bruciata in Bessarabia e trasportarono tutti i beni mobili per ferrovia in Russia. Alla fine del luglio 1941, il paese era di nuovo sotto l'amministrazione rumena.
Già durante la riconquista militare i soldati rumeni commisero dei pogrom contro gli ebrei bessarabi con migliaia di morti con la partecipazione della popolazione. Il primo grande massacro avvenne vicino a Sculeni, dove 311 ebrei furono assassinati il 27 giugno. L'odio si basava sull'accusa che gli ebrei avessero stretto un patto con i sovietici. Allo stesso tempo, ci furono operazioni di sterminio supervisionate dalle SS-Einsatzgruppen (nello specifico l'Einsatzgruppe D) sempre contro gli ebrei, con il pretesto che si trattasse di spie, sabotatori o comunisti. La soluzione proposta alla questione ebraica dal maresciallo e dittatore rumeno Ion Antonescu, tuttavia, prevedeva espulsioni piuttosto che lo sterminio. La popolazione ebraica (circa 200.000 persone) fu dapprima inviata nei ghetti o nei campi di accoglienza, per poi essere deportata nel 1941-1942 nelle marce della morte verso i lager, come il campo di concentramento di Bogdanowka, nella Transnistria occupata dalla Romania, al tempo parzialmente controllata dalle SS, a differenza della Romania continentale. I rom furono un altro gruppo etnico che divenne vittima di persecuzione e sterminio durante la parentesi nazista nell'ambito del porrajmos.

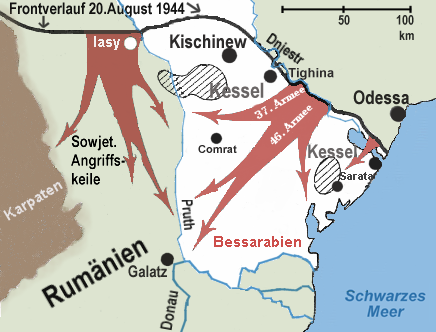
Offensiva Iași-Chișinău come un grande attacco sovietico nell'agosto 1944 in Bessarabia

Nel 1944, dopo tre anni di occupazione da parte delle truppe rumene, il fronte tedesco-sovietico aveva nuovamente raggiunto il confine orientale del paese sul Dnestr. Il 20 agosto 1944, l'Armata Rossa diede il via a un'offensiva estiva su larga scala chiamata Operazione Iași-Chișinău con circa 900.000 truppe. Con un'operazione a tenaglia, l'Armata Rossa riuscì a insediarsi nella Bessarabia storica in cinque giorni. Nell'aggiramento di Chișinău e Sarata, la 6ª Armata tedesca, appena formata dopo la battaglia di Stalingrado, perse circa 650.000 unità. In coincidenza con il successo dell'avanzata sovietica, la Romania pose fine alla sua alleanza di armi con Hitler e cambiò fronte. Il 23 agosto 1944, il maresciallo Ion Antonescu lasciò il potere in Romania, permettendo il ritorno di re Michele I.

### Incorporazione nell'URSS (1944-1991)
Dopo la riconquista della Bessarabia da parte delle truppe dell'URSS, la RSS Moldava fu restaurata come entità politica e rimase una repubblica federata sovietica fino alla dissoluzione dell'URSS nel 1991.

### Nella Moldavia indipendente (dal 1991)
La dissoluzione dell'URSS ebbe un impatto anche sul governo della Bessarabia: la RSS Moldava divenne la Repubblica di Moldavia, da cui si sono staccate, con un moto secessionista russofono la città di Tighina e i dintorni a formare la Transnistria, uno Stato non riconosciuto a livello internazionale.

## Toponimo
Il nome Bessarabia deriva dalla dinastia principesca valacca di Basarab, che vi regnò nei secoli XIII e XIV: non vi è alcun legame, come ha sostenuto qualcuno, con il termine Arabia. In origine, solo la sezione meridionale veniva indicata in latino come Terra Bassarabum. Con la presa di potere russa del 1812, la denominazione Bessarabia andò estesa all'intera area compresa tra i fiumi Prut e Dnestr.

### Stemma

Stemma storico della Bessarabia

Lo stemma della Bessarabia rappresenta un uro sulla cui testa si trova una stella a cinque punte, a sinistra una rosa e a destra una mezzaluna. Le rappresentazioni più antiche dello stemma derivano da un documento in cui l'Assemblea Nazionale della Bessarabia (Sfatul Țării) dichiarava l'annessione del territorio alla Romania per l'eternità il 9 aprile 1918.
L'uro è inoltre il simbolo del Principato di Moldavia, al quale la Bessarabia appartenne fino alla sua secessione nel 1812.

## Cultura

### Punti d'interesse
La Bessarabia ospita alcuni monumenti culturali significativi, anche se il paese è stato per secoli una zona di transito per molti popoli e godeva di poche risorse economiche per via dell'agricoltura praticata quasi da tutti su piccola scala.

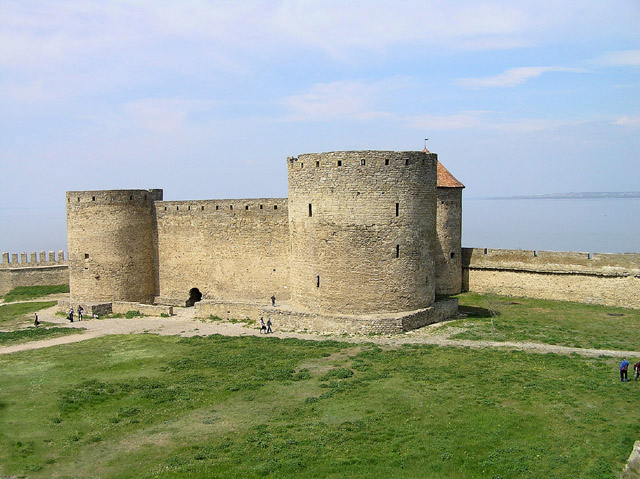
Fortezza di Akkerman

Importante in chiave architettonica e storica è la fortezza medievale di Maurocastro o Akkerman (espressione turca che sta per città bianca), ora Bilhorod-Dnistrovs'kyj in Ucraina, in epoca rumena Cetatea Albă (che significa castello bianco), situata alla foce del fiume Dnestr verso il mar Nero. Diverse roccaforti furono costruite dai principi di Moldavia nel tentativo di resistere alle invasioni dei tartari sul Dnestr a Chotyn, Soroca, Orhei e Tighina, così come contro i turchi a Kilija, sul Danubio.
Di rilevanza archeologica sono i reperti risalenti alla cultura Kurgan rinvenuti nella Bessarabia meridionale. Nei tumuli alti fino a 30 m i cavalieri degli sciti seppellivano i loro capi insieme ad alcuni cavalli con numerose decorazioni. Delle due sezioni del vallo di Traiano lunghe 120 km (inferiore e superiore), di epoca romana, sopravvivono ancora mura alte cinque metri in alcuni punti. Importanti chiese rupestri e monasteri vennero costruite tra il XII e il XVII secolo e alcune sculture sono visibili lungo le rive dello Dnestr e del Răut. In una roccia alta circa 100 m a Țipova, nel distretto di Rezina, esistono 19 grotte tra loro collegate tra loro che ospitano un insieme di celle eremitiche, un campanile e una chiesa. Nel monastero di Saharna, situato sempre nel distretto di Rezina, si rintracciano tracce di scalfittura su una roccia risalenti al II secolo a.C. Altre località di interesse risultano le rovine di Orheiul Vechi, ovvero la vecchia Orheiul, situata nel distretto di Orhei, che risalgono al periodo tartaro (XIV secolo), sono associata all'Orda d'Oro e ad oggi godono del riconoscimento di patrimonio dell'umanità assegnato dall'UNESCO nel 2017. Si crede che questo sia il punto più occidentale in cui si insediarono stabilmente in massa i tartari: la capitale Shehr al-Jadid si trovava in tale area.

### Musei
Tra i principali centri di cultura della regione figurano il museo regionale della Bessarabia, il museo nazionale di etnografia e storia naturale situato nella capitale moldava e il museo dedicato ai tedeschi bessarabiani e della Dobrugia.

## Società

### Evoluzione demografica

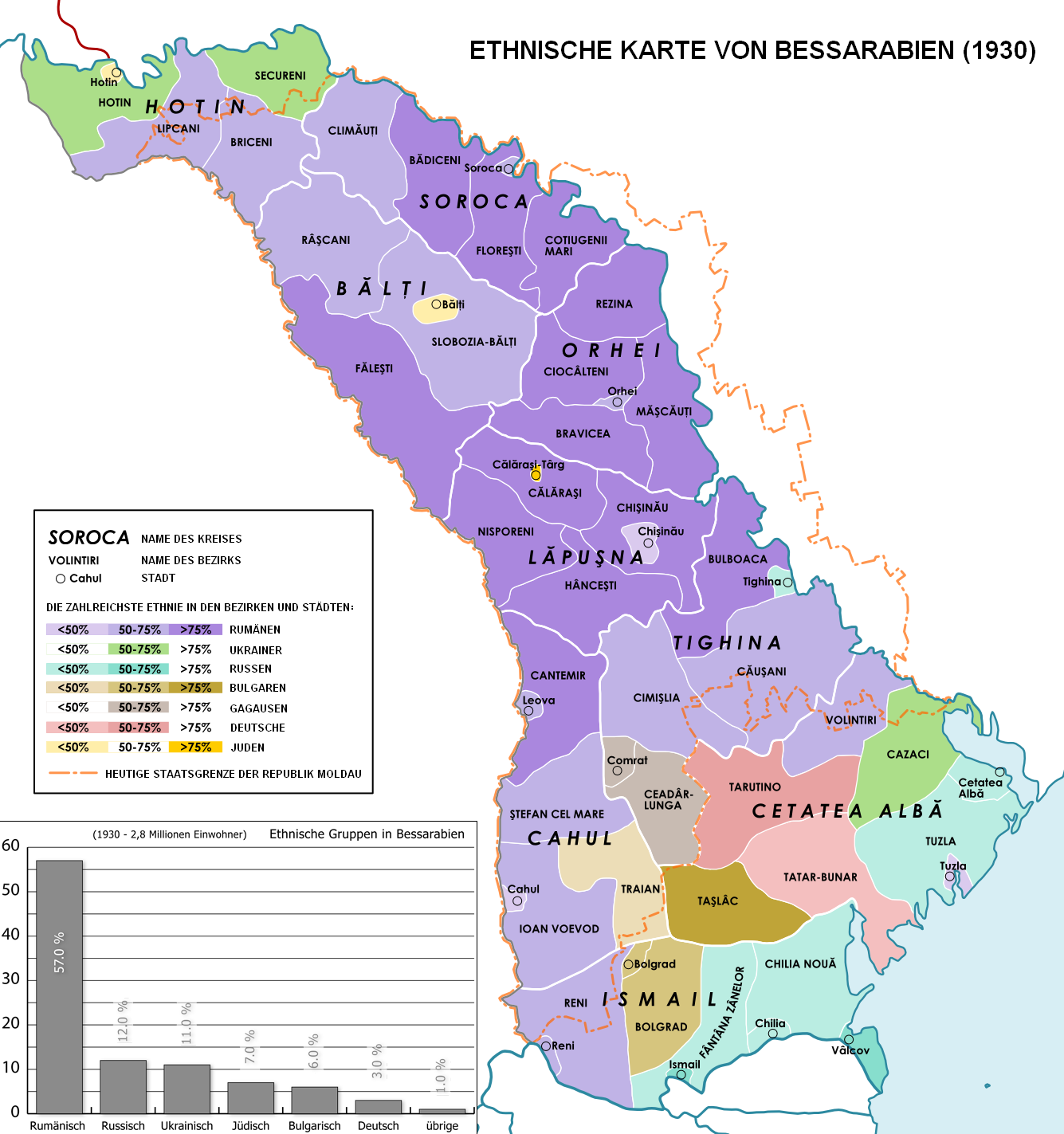
Gruppi etnici in Bessarabia, 1930

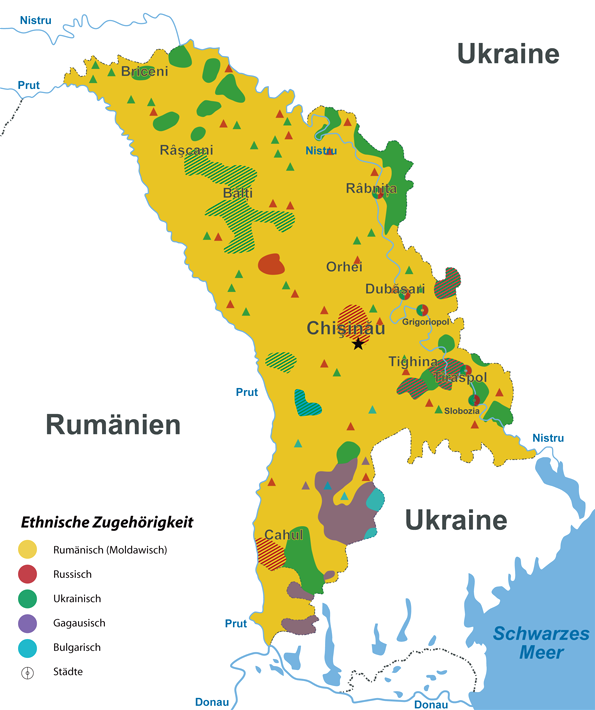
Gruppi etnici in Moldova sul territorio dell'antica Bessarabia, maggio 1995

Come imposto dalle autorità, i gruppi etnici abitavano inizialmente ciascuno in villaggi separati nel XIX secolo. Tra i coloni tedeschi, all'inizio si rintracciava anche una separazione in insediamenti luterani e cattolici. Nel XX secolo, l'unità etnica o linguistica al 100% o quanto meno vicina non esisteva più nei piccoli centri, sebbene la maggior parte di essi risultasse ancora abitata da un nucleo prevalente: nelle città più grandi viveva una popolazione mista e multiculturale. La relazione tra i diversi gruppi etnici fu in genere pacifica, anche se i matrimoni incrociati avvenivano di rado a causa delle diverse appartenenze linguistiche e religiose.
| anno | Popolazione totale | Moldavi | Ucraini | Russi   | Gagauzi | Bulgari | Ebrei  | Tedeschi | Altri  |
| ---- | ------------------ | ------- | ------- | ------- | ------- | ------- | ------ | -------- | ------ |
| 1897 | 1,94 milioni       | 47,6 %  | 19,6 %  | 8,1 %   | 2,9 %   | 5,3 %   | 11,8 % | 3,1 %    | 1,6 %  |
| 1930 | 2,86 milioni       | 56,23 % | 10,97 % | 12,28 % | 3,43 %  | 5,7 %   | 7,15 % | 2,83 %   | 1,39 % |

#### Ebrei
Caterina II aveva costretto quasi tutti gli ebrei russi a reinsediarsi nelle province occidentali nel 1791, creando gli shtetl. La sua politica fu in sostanza portata avanti dagli zar successivi, rendendo la Bessarabia parte della zona di residenza dopo la presa di potere russa del 1812. Tuttavia, si conferì uno status autonomo fino al 1835, ragion per cui le normali discriminazioni legali russe non divennero lì vigenti (si pensi al divieto di acquistare terreni). Un altro gruppo di immigrati semiti era costituito da coloro che provenivano dalla Germania e dalla Polonia, la maggior parte dei quali si esprimevano in yiddish: l'afflusso fu tale che presto in Bessarabia si contava circa il 40% di ebrei. Nei decenni successivi, i vantaggi legali diminuirono in maniera graduale; ad ogni modo, alcune esenzioni permasero fino alla completa abolizione della discriminazione dopo la Rivoluzione d'ottobre del 1917, a causa della posizione favorevole ai margini dell'Impero russo.

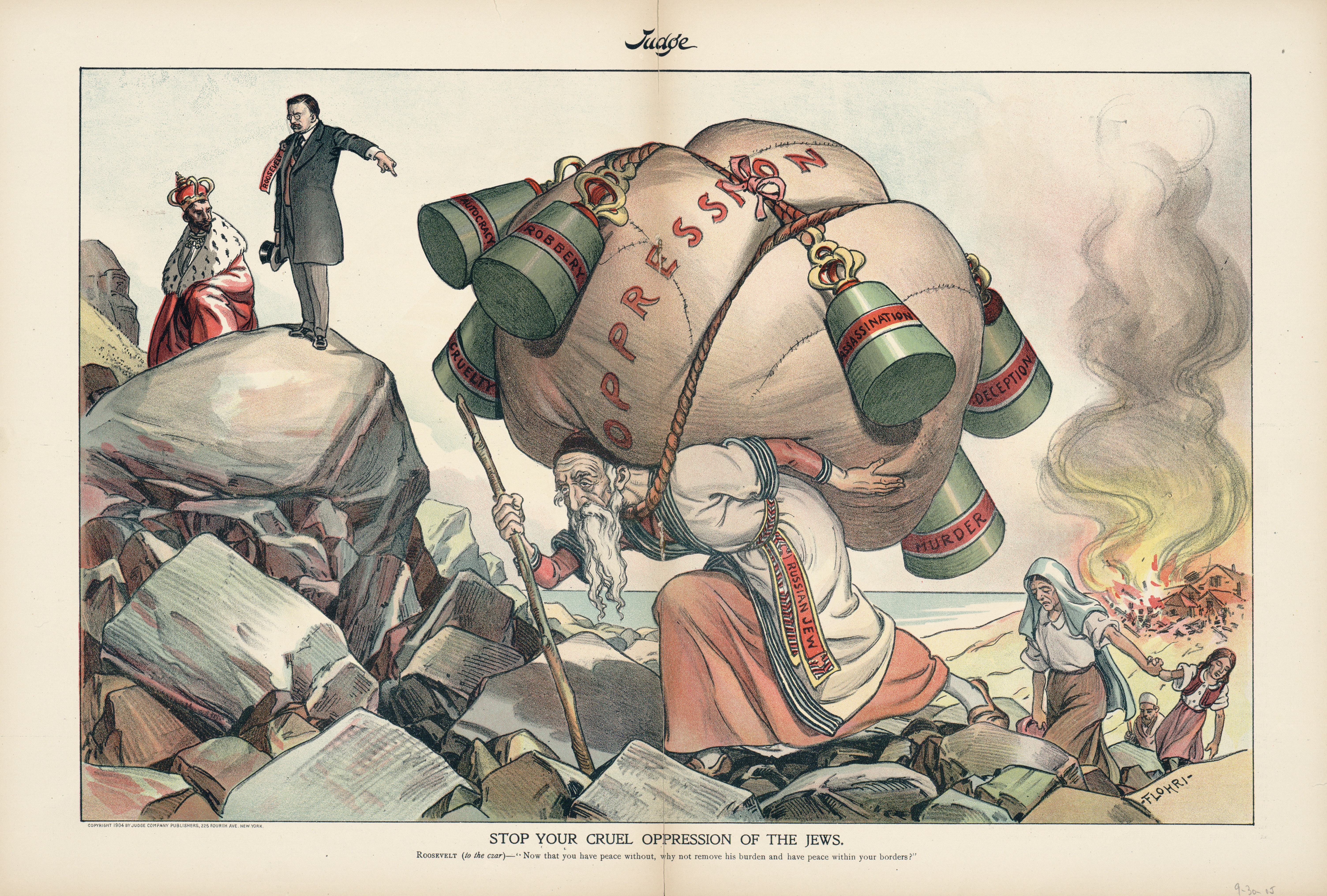
Litografia ai colori che mostra la situazione degli ebrei nell'Impero russo, 1904

Dopo l'assassinio dello zar riformista Alessandro II nel 1881, suo figlio Alessandro III reintrodusse le vecchie restrizioni con le Leggi di maggio. Esclusa la Bessarabia, dove i russi non erano la maggioranza della popolazione, si verificarono pogrom in tutto il sud dell'impero, generando un aumento dell'emigrazione degli ebrei. Solo il 6 aprile 1903 un primo pogrom coinvolse anche Kišinev, occasione durante la quale morirono 47 persone, fomentato tra l'altro dal direttore dell'unico giornale locale, il Bessarabez (Бессарабецъ): l'analisi storiografia indica che vi fu una certa premeditazione. La reazione alla documentazione di questo incidente nella stampa mondiale fu feroce, anche all'interno della Russia: fu una petizione statunitense allo zar nel luglio 1905, sebbene questa non ebbe alcun effetto sulle sue politiche. Per via della grande risonanza che ebbe l'evento, Haim Nachman Bialik scrisse diverse liriche, tra cui la famosa Be-Ir ha-Haregah ("Nella città del massacro"). Nel 1905 si verificò un altro pogrom con 19 morti. Durante la seconda guerra
mondiale, sotto l'occupazione tedesco-rumena, si perpetrarono numerosi massacri delle comunità ebraiche; man mano che il conflitto procedeva, i sopravvissuti furono deportati in marce della morte verso il Governatorato della Transnistria occupata dalla Romania per poi venire trucidati in loco.

#### Bulgari
Singole famiglie bulgare giunsero già alla fine del XVIII secolo come migranti nella Bessarabia meridionale, nel Budžak, per trovare protezione dagli sconfinamenti del pascià Osman Pasvandoglu. Gruppi più numerosi migrarono dopo la conquista russa del 1812, stabilendosi a ovest vicino alla città di Bolgrad e sulle terre abbandonate dai tartari nel sud. Nel 1819 i 24.000 bulgari che vivevano nel paese ottennero la possibilità di autogovernarsi e beneficarono dello status di coloni. Un'ondata maggiore di rifugiati si stabilì in Bessarabia sulla scia della guerra russo-turca (1828-1829), quando intere zone della Tracia, a ovest e a sud dell'attuale città di Burgas, furono spopolate e la popolazione fuggì con le truppe russe per sfuggire agli ottomani che avanzavano.
Mentre varie comunità si stanziarono in zone oggi facenti parte dell'Ucraina, in Dobrugia, situata al confine con i limiti sud-occidentali della Bessarabia, la situazione rimase caotica per via della contesa tra la Bulgaria e la Romania, poiché quest'ultima voleva l'accesso al mar Nero e in quanto vi abitavano sia bulgari che rumeni. I bulgari bessarabi furono interessati da tale conflitto, ma anche dal Movimento per l'indipendenza e dalla rivolta d'aprile del 1876 avvenuta in funzione anti-ottomana. Durante l'insurrezione, Hristo Botev, un bulgaro che viveva in Bessarabia, prese possesso di un'imbarcazione sul Danubio e intervenne nei combattimenti contro gli ottomani con altri 200 bulgari in esilio. Al contempo, nell'aprile 1877, lo zar Alessandro II dichiarò guerra all'impero ottomano allo scopo di "liberare i bulgari e gli altri popoli balcanici", evento che alla fine portò all'indipendenza della Romania.

#### Tedeschi

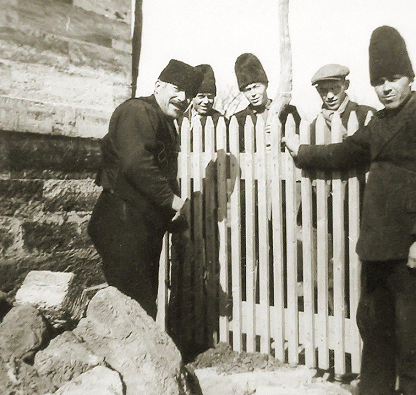
Tedeschi della Bessarabia che indossano berretti di pelliccia moldavi

Gli emigranti tedeschi, definiti nel paese dallo zar nel 1813 come colonizzatori, vissero in Bessarabia tra il 1814 e il 1940 dedicandosi perlopiù all'agricoltura. In 125 anni di insediamento, avevano ampliato il numero originale di 24 colonie madri a più di 150 insediamenti teutonici bessarabi. Il numero di circa 9.000 immigrati decuplicò e andò anche oltre, raggiungendo nel giro di poco più di un secolo le 93.000 persone. I privilegi inizialmente concessi, compreso l'autogoverno attraverso il Comitato del Benessere con sede a Odessa, andarono ritirati intorno al 1870, con l'abolizione dello status di colono. In gran parte a causa dell'introduzione del servizio militare, molti emigrarono nell'America del Nord e del Sud (soprattutto nel Nord e Sud Dakota, in Canada, in Argentina e in Brasile).
Quando nel giugno 1940, come risultato del patto Molotov-Ribbentrop la Bessarabia finì occupata dall'Unione Sovietica, si verificò un reinsediamento di quasi tutti i Volksdeutschen che vivevano lì in direzione della Germania nazista. Nel settembre 1940, un accordo speciale di reinsediamento fu concluso con l'Unione Sovietica proprio in riferimento a tale gruppo etnico. L'organizzatore di questa campagna sotto lo slogan Heim ins Reich (ovvero "tornare nel Reich") era la Direzione generale del benessere dei tedeschi etnici. Dopo aver soggiornato nei campi per un massimo di due anni, i reinsediati ricevettero delle fattorie nella Polonia occupata dal 1941-1942, rimpiazzando i proprietari polacchi espulsi dai militari tedeschi. Quando l'Armata Rossa arrivò nel 1944, i tedeschi di Bessarabia fuggirono verso ovest: tra coloro che scapparono vi erano i genitori del futuro presidente federale della Germania Horst Köhler.

#### Gagauzi
Oggi, circa 175.000 gagauzi di fede ortodossa vivono nel sud della Moldavia sul suolo dell'ex Bessarabia nella repubblica autonoma di Gagauzia con capoluogo Comrat. I loro antenati erano probabilmente i cumani, il ramo occidentale dei kipčaki che vivevano nel settore orientale della penisola balcanica. Nel XIII secolo, si convertirono temporaneamente al cattolicesimo e, poco dopo, i cumani a nord del Danubio si fusero con i rumeni: tra il 1812 e il 1845, i nomadi gagauzi migrarono dalla Dobrugia e dall'attuale Bulgaria orientale verso il Budžak, in località come Avdarma, Comrat, Congaz, Tomai e Cișmichioi, e in parte più a est in direzione della Crimea. Nel 1906, i gagauzi diedero vita una propria entità statale, la Repubblica di Comrat, durata però solo sei giorni (6-12 gennaio).

### Città e aree urbane

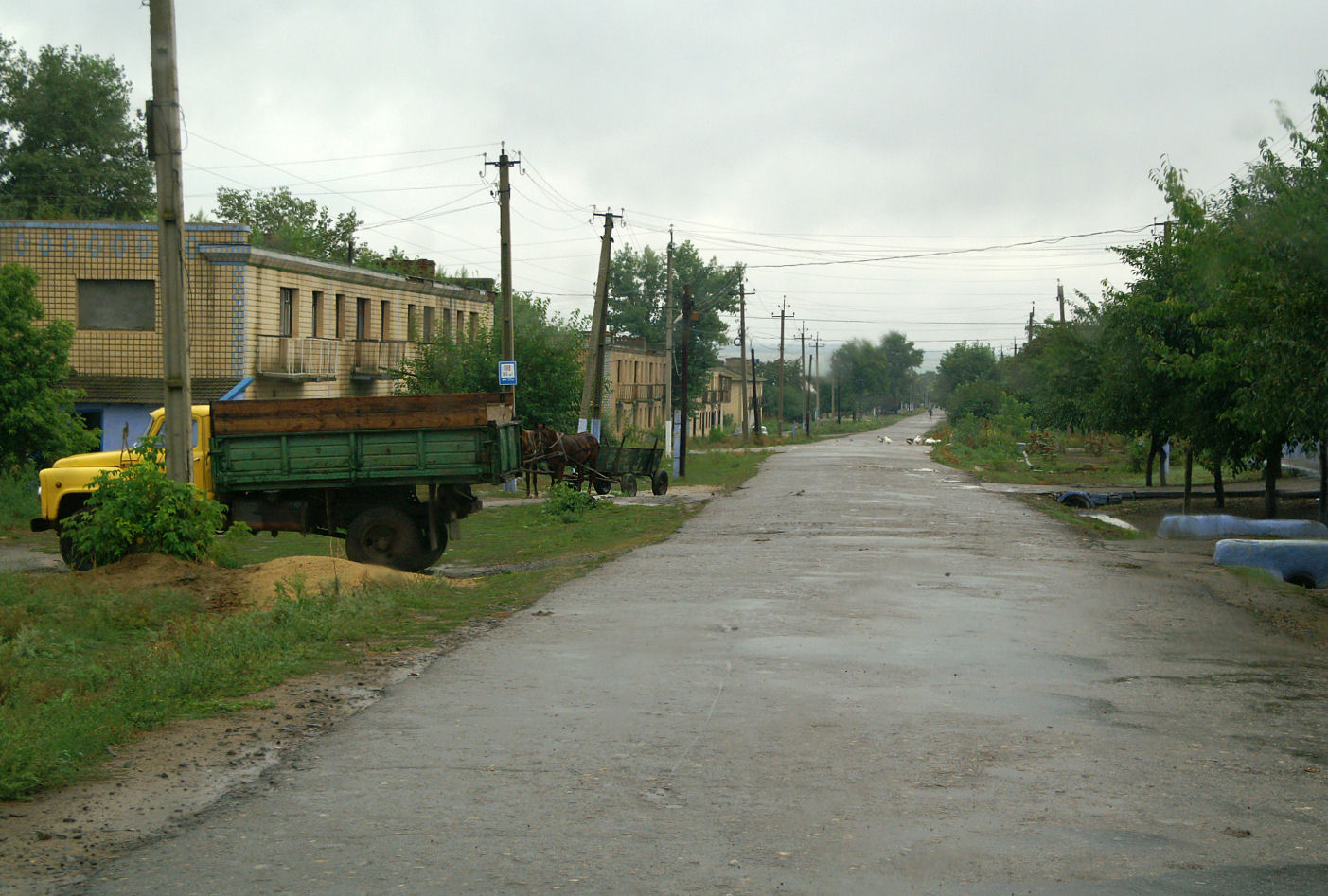
Scorcio di Wessela Dolyna

Esclusa la capitale bessarabica Chișinău, non si riscontravano in passato insediamenti significativi, essendo la popolazione perlopiù dedita all'agricoltura. Sulla scia dei secoli trascorsi sotto gli ottomani, il sistema del bazar fece però la sua comparsa in zona, favorendo la realizzazione di mercati cittadini. In molte località si erano costituite aree di mercato su larga scala e alcuni toponimi nel sud lasciano trapelare chiaramente l'influenza dei turchi e dei tatari: si pensi ad Akkerman (turco per fortezza bianca), Bender (la porta, oggi Tighina), Tatarbunar, Ismail, Tuzla, Kubey, Manuk-Bey.
Una volta passato in mano ai russi, Kišinev, come era chiamata a Mosca, non godeva di una buona reputazione nei primi decenni dopo la sua conquista, venendo considerata un campo di trasferimento punitivo per detenuti e ribelli. Un giovane Aleksandr Puškin, inviato a Kišinev come traduttore dal 1820 al 1823, scrisse della città:
A partire dal 1834, un poderoso piano di sviluppo urbano cercò di conferire a Kišinev una struttura architettonica secondo i canoni imperiali con strade ampie e lunghe: malgrado questo, la popolazione preferiva ancora risiedere nelle campagne. Gli agglomerati più estesi avevano solo un carattere semi-urbano come comuni di mercato. I villaggi dei coloni, ad esempio Wessela Dolyna, sorsero come centri localizzati a ridosso delle strade e, per questo, si comprende come la loro estensione superava alcuni chilometri.
I centri più popolosi nel 1937 erano:
- Chișinău; 117.000, oggi capitale della Moldavia;
- Cetatea Albă (in epoca veneziana Maurocastro): 55.000, oggi Bilhorod-Dnistrovs'kyj in Ucraina
- Tighina (Bender): 50.000, oggi in Moldavia ma di fatto amministrata dalla Transnistria;
- Ismail: 45.000, oggi in Ucraina;
- Bălți (in russo Beltsy): 40.000, oggi in Moldavia;
- Chotyn (Hotin): 35.000, oggi in Ucraina
- Soroca: 35.000, oggi in Moldavia.

Altri insediamenti degni di nota risultavano Orhei, Chilia, Comrat, Tusly, Cahul, Leova, Bolgrad e Vâlcov, i quali erano attivi soprattutto come città mercato con un massimo di 15.000 abitanti.

## Economia

### Agricoltura

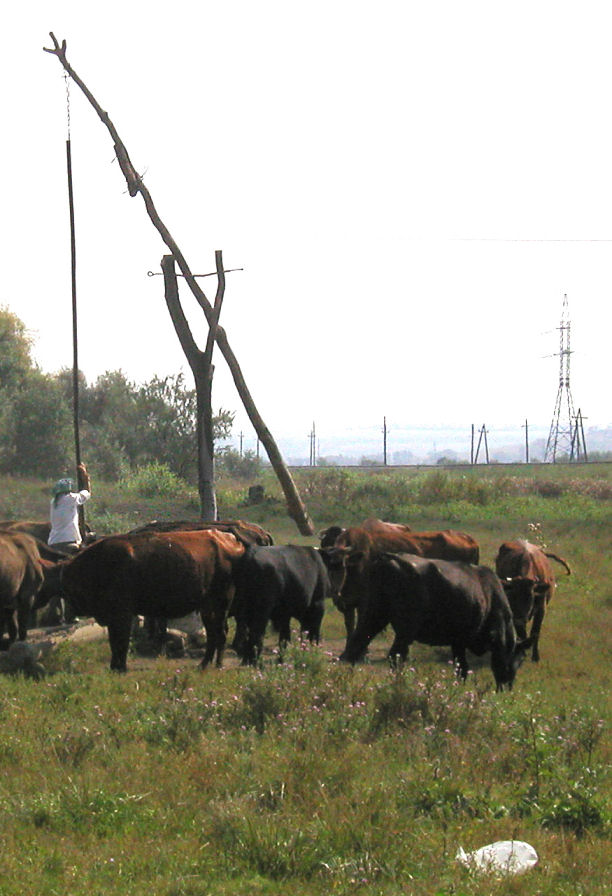
Bovini che bevono in un pozzo della steppa, 2005

La ricchezza della Bessarabia era determinata dalla terra nera, ricca di humus e fertile, con un černozëm fino a 1,5 m, che permetteva una coltivazione ad alto rendimento di vino, grano, miglio, mais e frutta. Trattandosi di un paese perlopiù dedito all'agricoltura, la Bessarabia esportava soprattutto vino, frutta (meloni e zucche), verdura, tabacco, grano e lana, che proveniva dal diffuso allevamento di pecore, soprattutto della Karakul a lana fine (la pelle di agnello è conosciuta come "bessarabica"). Anche oggi, i prodotti agricoli sono di grande importanza: si pensi, a titolo di esempio, che per la Moldavia nel 2000 questi rappresentavano circa il 40% del prodotto interno lordo e due terzi di tutte le esportazioni.
I prodotti di esportazione venivano trasportati dai contadini al porto del mar Nero di Odessa (Ucraina). Tuttavia, dopo l'annessione alla Romania (1918), le vendite attraverso l'allora sovietica Odessa furono perse e anche le vendite all'Unione Sovietica soffrirono molto. Una piccola compensazione per questo fu la vendita di colture oleaginose e di soia a prezzi fissi all'Impero tedesco negli anni '30. In termini di bestiame, il bestiame era più comune dei cavalli. I contadini moldavi usavano i buoi come animali da tiro per coltivare i loro campi, i contadini tedeschi di Bessarabia usavano solo i cavalli.
Come risultato della povertà delle fonti di energia, la produzione commerciale e industriale esisteva solo per le necessità locali, principalmente per le attrezzature agricole. Tra le risorse minerarie presenti in zona si ritrovavano soprattutto nitrati e marmo; inoltre, si procedeva in passato all'estrazione di sale marino nelle lagune simili a liman del mar Nero.

## Trasporti
Dal XIII secolo al XIV secolo, la Repubblica di Genova e la Repubblica di Venezia si contesero la supremazia nel commercio del mar Nero. Uno degli obiettivi principali riguardava l'importazione di prodotti alimentari da lì all'Italia settentrionale, ma la rotta attraverso le acque marine appariva precipua anche perché rappresentava la sezione occidentale della Via della seta: solo la conquista della Crimea da parte dell'Impero ottomano nel 1475 pose definitivamente fine alla contesa. Posti di commercio furono stabiliti sulla coste delle odierne Romania e Ucraina, come la fortezza di Bilhorod-Dnistrovs'kyj, battezzata Maurocastro, e sui fiumi. Così, i genovesi mantennero un posto commerciale non fortificato nel profondo entroterra di Tighina. (o Benderi) sul Dnestr. Anche nei secoli successivi, quando Tighina appartenne al Principato di Moldavia, la città preservò il suo ruolo commerciale del mar Nero.
La rete stradale del paese è rimasta sempre sottosviluppata e ciò ostacolò lo sviluppo economico. Nel 1930 si contavano 800 km di strade asfaltate e 7.000 in terra battuta, percorribili solo con tempo asciutto. Il primo collegamento ferroviario collegò la capitale regionale Kišinev con l'Impero russo nel 1871; quando la Bessarabia passò dalla Russia alla Romania nel 1918, la rete ferroviaria totale, lunga 1.300 km, fu cambiata dallo scartamento largo russo allo scartamento standard dell'Europa centrale. Questo passo fu invertito con l'incorporazione nell'Unione Sovietica. Il traffico marittimo era in gran parte fermo, anche se il paese era circondato dalle acque del Prut, del Dnestr e del Danubio, oltre ad avere una parte del Mar Nero. Il Prut, navigabile di 200 km, era percorso da una media di 26 chiatte nel 1920. La navigazione sul Dnestr, lungo i suoi circa 700 km, fu paralizzata dopo il 1918 a causa della situazione delicata del confine tra la Romania e l'Unione Sovietica.